# 楢原駅
楢原駅（ならはらえき）は、岡山県美作市楢原上にある、西日本旅客鉄道（JR西日本）姫新線の駅である。

## 歴史
- 1954年（昭和29年）10月1日：国鉄姫新線美作江見 - 林野間に新設[1]。
  - 当時の所在地表示は岡山県英田郡美作町楢原上であった[1]。
- 1987年（昭和62年）4月1日：国鉄分割民営化に伴い、JR西日本の駅となる[1]。
- 2011年（平成23年）4月1日：簡易委託解除、完全無人駅化。

## 駅構造
津山方面に向かって右側に単式ホーム1面1線を有する地上駅（停留所）。駅舎は無く、直接ホームに入る形となっている。
津山駅管理の無人駅。以前は駅前商店で乗車券（常備券）を発売する簡易委託駅であったが、2011年4月に簡易委託が解除された。自動券売機は設置されていない。

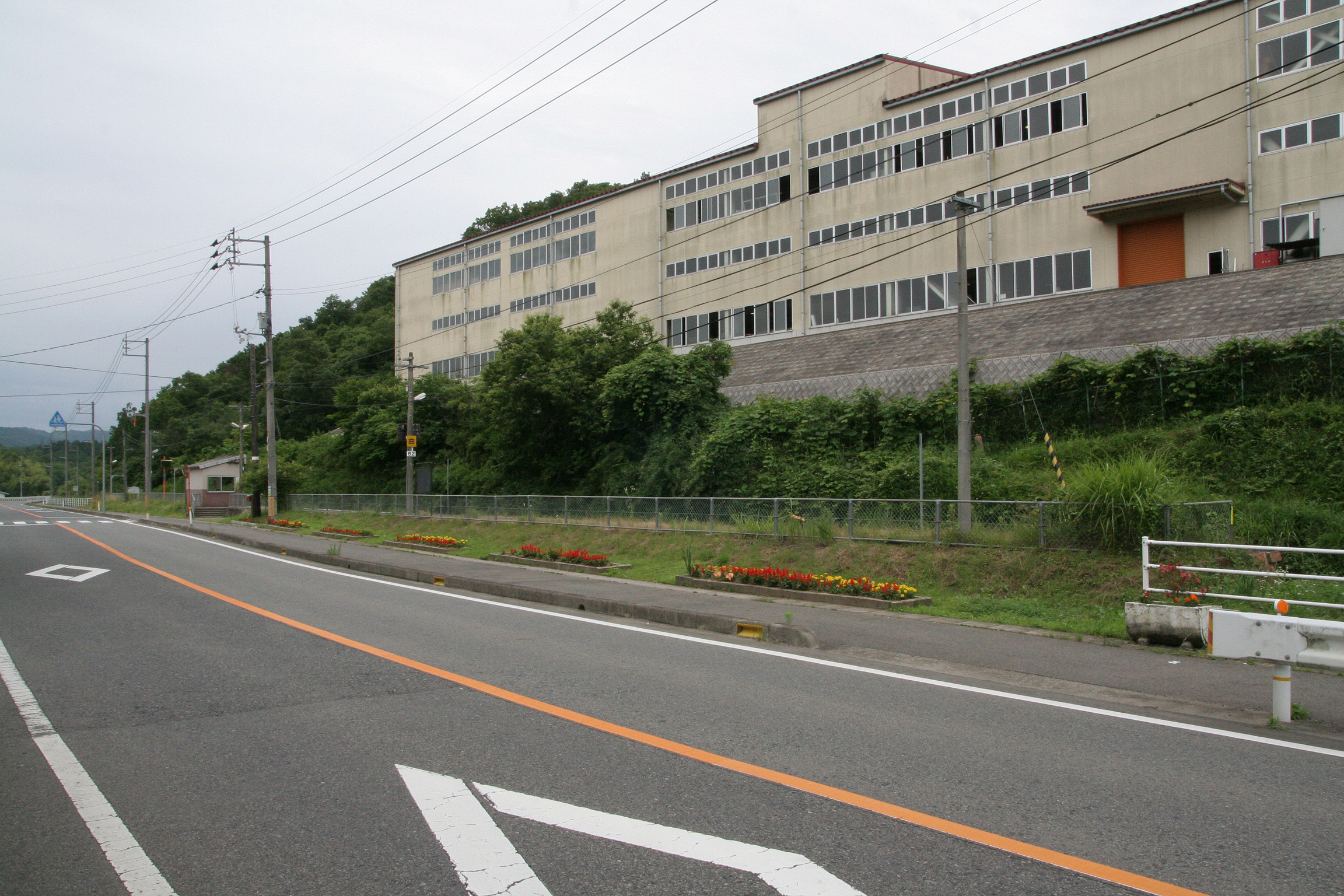
全体の様子（2008年6月）
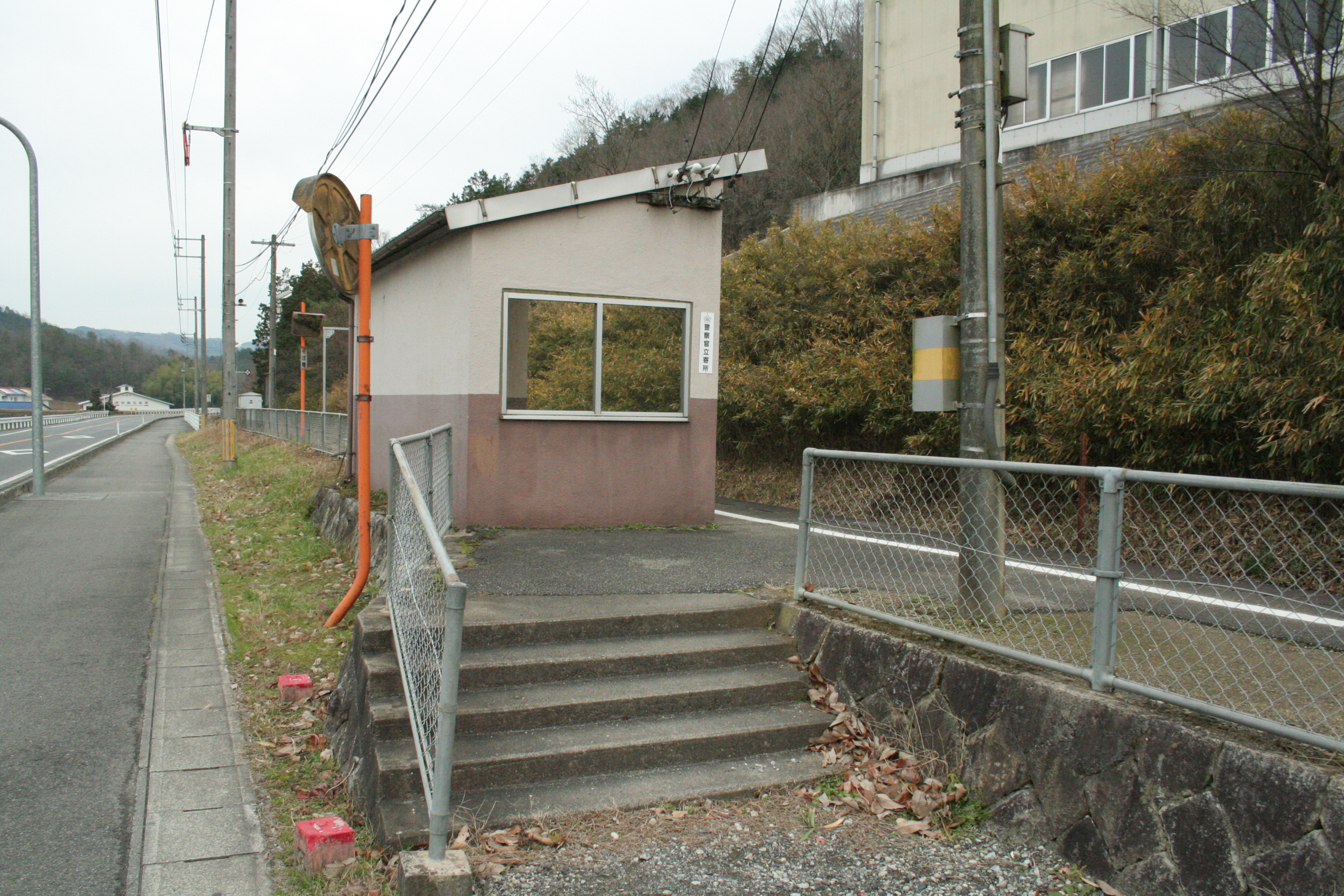
出入口。手前の小屋が待合室。
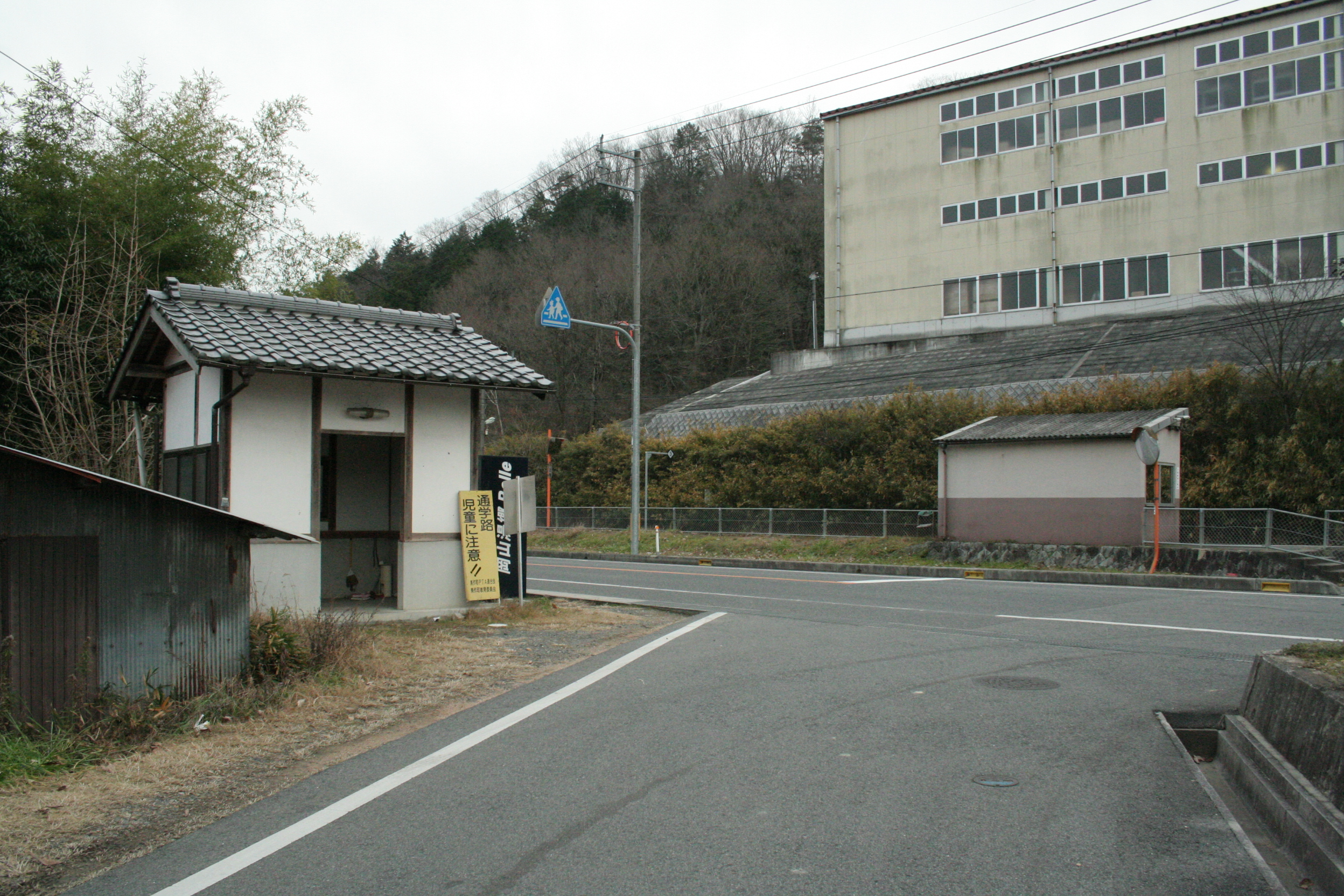
北側にある道路より見た楢原駅。左手の小屋はトイレ。

## 利用状況
近年の1日平均乗車人員の推移は以下の通り。
| 乗車人員推移 | 乗車人員推移 |
| 年度         | 1日平均人数  |
| ------------ | ------------ |
| 1999         | 37           |
| 2000         | 32           |
| 2001         | 33           |
| 2002         | 27           |
| 2003         | 27           |
| 2004         | 35           |
| 2005         | 28           |
| 2006         | 26           |
| 2007         | 25           |
| 2008         | 25           |
| 2009         | 20           |
| 2010         | 23           |
| 2011         | 22           |
| 2012         | 27           |
| 2013         | 29           |
| 2014         | 25           |
| 2015         | 22           |
| 2016         | 24           |
| 2017         | 29           |
| 2018         | 25           |
| 2019         | 25           |
| 2020         | 21           |
| 2021         | 18           |

## 駅周辺
- 美作楢原簡易郵便局
- 古池
- 音田池
- 山崎産業岡山工場
- 岡山県道354号馬橋平福線
- 中国自動車道 楢原パーキングエリア

## 隣の駅
西日本旅客鉄道（JR西日本）
 姫新線
■快速
通過
■普通
美作江見駅 - 楢原駅 - 林野駅